# Мартыновский сельский совет (Харьковская область)
Мартыновский сельский совет — входит в состав Красноградского района Харьковской области Украины.
Административный центр сельского совета находится в селе Мартыновка.

## История
- 1920 — дата образования.

## Населённые пункты совета
- село Мартыновка
- село Ольховый Рог
- село Вознесенское
- село Гадяч
- село Добренькая
- село Каменка

### Ликвидированные населённые пункты
- село Катериновка